# Fabio Baldato
Fabio Baldato (* 13. Juni 1968 in Lonigo) ist ein italienischer Sportlicher Leiter im Radsport, ehemaliger Radrennfahrer und zweifacher Olympionike (1988, 1996).

## Sportliche Laufbahn
Fabio Baldato begann 1991 seine Karriere als Radprofi und fuhr seitdem unter anderem für Fassa Bortolo und Alessio-Bianchi. 2006 fuhr er für das italienische Professional Continental Team Tenax Salmilano, das eine irische Lizenz besaß. Ab 2007 war er wieder in der ProTour vertreten und fuhr für Lampre-Fondital.
Zweimal – 1988 und 1996 – startete Baldato bei Olympischen Spielen. 1988 in Seoul belegte er gemeinsam mit dem italienischen Team (Ivan Beltrami, Gianpaolo Grisandi, David Solari und Fabrizio Trezzi) Rang sechs in der Mannschaftsverfolgung auf der Bahn, acht Jahre später in Atlanta Rang sieben im Straßenrennen.
Zu Baldatos größten Erfolgen zählen die Siege bei Rund um den Henninger-Turm, der Coppa Bernocchi, bei Rund um die Nürnberger Altstadt und beim Étoile de Bessèges. Außerdem gewann er Etappen bei allen drei großen Landesrundfahrten sowie bei Paris–Nizza, der Polen-Rundfahrt und der Österreich-Rundfahrt. Baldato, der seine Karriere eigentlich mit dem Klassiker Paris–Tours beenden wollte, gab aufgrund eines Schlüsselbeinbruchs, den er sich bei der ENECO Tour 2008 zuzog, bereits Ende August jenes Jahres seinen Rücktritt bekannt.

## Berufliches
Nach seiner aktiven Karriere wurde Baldato einer der Sportlichen Leiter des UCI WorldTeams BMC Racing Team.

## Erfolge

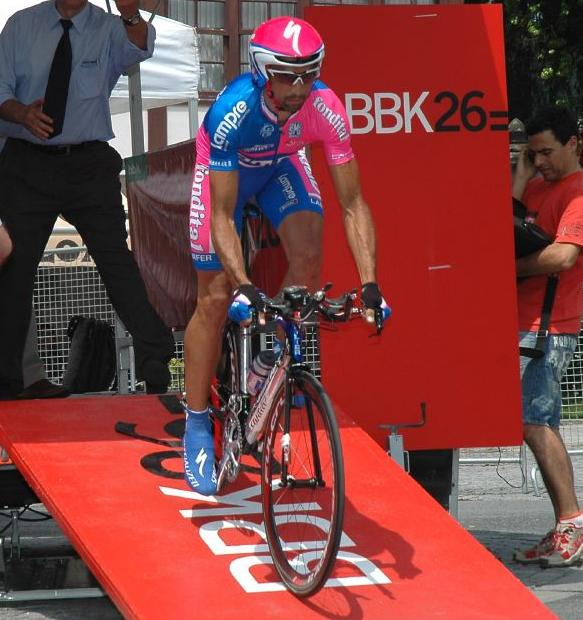
Fabio Baldato bei der Euskal Bizikleta 2007

| 1993 - zwei Etappen Giro d’Italia 1994 - zwei Etappen Paris–Nizza 1995 - eine Etappe Paris-Nizza - eine Etappe Tour de France - Rund um die Nürnberger Altstadt 1996 - eine Etappe Tour de France - Coppa Bernocchi - zwei Etappen Vuelta a España 1998 - Rund um den Henninger-Turm - eine Etappe Tour de Romandie | 2000 - eine Etappe Paris-Nizza 2003 - Gesamtwertung Étoile de Bessèges - eine Etappe Giro d’Italia - eine Etappe Polen-Rundfahrt 2004 - zwei Etappen Polen-Rundfahrt 2006 - eine Etappe Österreich-Rundfahrt 2007 - eine Etappe Österreich-Rundfahrt |

## Grand-Tour-Platzierungen
| Grand Tour            | 1993 | 1994 | 1995 | 1996 | 1997 | 1998 | 1999 | 2000 | 2001 | 2002 | 2003 | 2004 | 2005 | 2006 | 2007 | 2008 |
| --------------------- | ---- | ---- | ---- | ---- | ---- | ---- | ---- | ---- | ---- | ---- | ---- | ---- | ---- | ---- | ---- | ---- |
| Giro d’ItaliaGiro     | DNF  | DNF  | –    | –    | –    | –    | –    | DNF  | 79   | –    | 76   | –    | 130  | –    | –    | 109  |
| Tour de FranceTour    | –    | –    | DNF  | 63   | DNF  | DNF  | –    | –    | 81   | 132  | DNF  | 135  | –    | –    | –    | –    |
| Vuelta a EspañaVuelta | –    | –    | –    | DNF  | –    | –    | –    | –    | –    | DNF  | –    | –    | 116  | –    | –    | –    |

## Teams
| - 1991 Del Tongo-MG Boys - 1992–1994 GB-MG Maglificio - 1995–1997 MG Maglificio-Technogym - 1998 Riso Scotti-MG Maglificio - 1999 Ballan-Alessio - 2000–2002 Fassa Bortolo - 2003–2004 Alessio - 2004 Alessio-Bianchi - 2005 Fassa Bortolo - 2006 Tenax - 2007 Lampre-Fondital |